# Rusaki Dolne
Rusaki Dolne (lit. Žemieji Rusokai) − wieś na Litwie, w rejonie wileńskim, 6 km na północny wschód od Awiżenii, zamieszkana przez 8 ludzi. Przed II wojną światową w Polsce, w powiecie wileńsko-trockim województwa wileńskiego.